# Kim Če-su
Kim Če-su (korejsky 김재수, * 1. února 1961) je jihokorejský horolezec. V roce 2011 se stal třicátým prvním člověkem a pátým Korejcem, kterému se podařilo vystoupit na všech čtrnáct hor vyšších než 8000 metrů. Při výstupech na pět nejvyšších hor použil umělý kyslík. Poprvé stanul na osmitisícovce roku 1990 a to hned na nejvyšší hoře světa Mount Everestu. Následující rok naopak stanul na vrcholu nejnižší osmitisícovky Šiša Pangmy. Pak měl však 11 let pauzu a až v roce 2002 vystoupil na čtvrtou nejvyšší horu světa Lhoce. Několik let byla jeho lezeckou partnerkou Ko Mi-jong. V roce 2009 spolu dokázali během 70 dnů zdolat čtyři osmitisícovky. Při sestupu z poslední z nich však Ko Mi-jong zahynula. O tom, že Kim dosáhl všech čtrnácti vrcholů nad 8000 metrů se začalo spekulovat už na jaře roku 2011, když vystoupil na Annapurnu. Avšak jeho výstup na Čo Oju z 90. let nebyl nikdy potvrzen. Koncem září však dokázal vystoupit i na Čo Oju a stal se tak dalším, kterému se podařilo dosáhnout koruny Himálaje a Karakoramu. K výstupu na všech 14 osmitisícovek potřeboval bez 14 dnů 21 let a ze všech 31 úspěšných horolezců tak potřeboval k dosažení všech vrcholů nejdelší dobu.

## Úspěšné výstupy na osmitisícovky
- 1990 Mount Everest (8849 m n. m.)
- 1991 Šiša Pangma (8013 m n. m.)
- 2002 Lhoce (8516 m n. m.)
- 2007 Mount Everest (8849 m n. m.)
- 2007 Broad Peak (8047 m n. m.)
- 2007 Šiša Pangma (8013 m n. m.)
- 2008 Lhoce (8516 m n. m.)
- 2008 K2 (8611 m n. m.)
- 2008 Manáslu (8163 m n. m.)
- 2009 Makalu (8465 m n. m.)
- 2009 Kančendženga (8586 m n. m.)
- 2009 Dhaulágirí (8167 m n. m.)
- 2009 Nanga Parbat (8125 m n. m.)
- 2010 Gašerbrum II (8035 m n. m.)
- 2010 Gašerbrum I (8068 m n. m.)
- 2011 Annapurna (8091 m n. m.)
- 2011 Čo Oju (8201 m n. m.)